# Eulithosia discistriga
Hoplolythra discistriga là một loài bướm đêm trong họ Noctuidae.